# Fir Bolg
Les Fir Bolg (ou Fîr Bholg), dans la mythologie celtique irlandaise, sont un peuple de guerriers et d'artisans, dont le nom signifie « hommes-sacs » ou, plus vraisemblablement, « hommes-foudre ». Ils sont avant tout doués pour les arts du feu et de la forge.

## Mythologie
Selon le Lebor Gabála Érenn (Livre des Conquêtes d'Irlande) , ils sont les troisièmes envahisseurs de l'Irlande, après le peuple de Partholon et les Nemediens, qui avaient été chassés par les Fomoires. Ils sont arrivés en trois groupes : celui des Fir Bolgs qui viendrait de la Belgique, celui de Fir Domnain qui serait originaire de la Domnonée, et celui des Gáilióin qui serait originaire peut-être de la Gaule et est fondateur du royaume de Leinster. Ils sont les premiers à utiliser des pointes de lance en fer.
Selon l’ancienne tradition, c'est à eux que l'on devrait la division de l’Irlande en cinq royaumes : l'Ulster, Leinster, Munster, Connaught (celles-ci correspondant aux points cardinaux) et Meath.
L'introduction en Irlande de la royauté et de ses règles de gouvernement serait également le fruit de leur venue. En effet, le règne du roi Eochaid Mac Eirc est réputé pour être le premier à avoir appliqué la justice, et fait disparaître le mensonge. Il n’y a plus de pluie en Irlande, uniquement de la rosée. Son épouse est Tailtiu (la terre), fille de Mag Mor, et mère adoptive de Lug, elle est la personnification de l'île. 
De nouveaux envahisseurs débarquent en Irlande, ce sont les Tuatha Dé Danann, les gens de la déesse Dana, une race de dieux. Une guerre sans merci va les opposer, le roi Nuada des Tuatha va perdre un bras ce qui va le disqualifier pour l'exercice de la souveraineté. Les Fir Bolg refusent une trêve, alors les druides du camp ennemi vont user de leur magie et dissimuler les sources et rivières. Le roi Eochaid perd la vie durant cette « Première Bataille de Mag Tuireadh » ainsi que 100 000 de ses sujets. Les Fir Bolg sont vaincus et doivent fuir pendant que les Tuatha Dé Danann prennent possession de l'Irlande.